# Куянівка
Куя́нівка — село в Україні, у Білопільській міській громаді Сумського району Сумської області. Населення становить 1063 особи. До 2020 орган місцевого самоврядування — Куянівська сільська рада.

## Географія
Село Куянівка розташована на лівому березі річки Куянівка, вище за течією на відстані 1 км розташоване село Новопетрівка, нижче за течією примакає село Москаленки. На річці декілька загат. Біля села декілька відстійників. До Куянівки веде залізнична гілка.
У селі знаходиться комплексна пам'ятка природи місцевого значення Куянівський парк.

## Історія
- Село засноване на початку XVIII ст.
- Куянівка постраждала внаслідок геноциду українського народу, проведеного урядом СССР 1923–1933 та 1946–1947 роках[джерело?].
- Церква Іоана Воїна
- 12 червня 2020 року, відповідно до розпорядження Кабінету Міністрів України № 723-р «Про визначення адміністративних центрів та затвердження територій територіальних громад Сумської області», село увійшло до складу Білопільської міської громади[1].
- 19 липня 2020 року, в результаті адміністративно-територіальної реформи та ліквідації Білопільського району, село увійшло до складу новоутвореного Сумського району[2].

## Економіка
- Бурячне господарство «Куянівське».
- Куянівський цукровий комбінат.
- Сільськогосподарське ТОВ «Москаленківське».
- сонячна електростанція 5 МВт[3]

## Соціальна сфера
- Дитячий садок.
- Школа.
- Будинок культури.

## Відомі люди
- Білоцерківець Наталка Геннадіївна — українська поетка.

## Пам'ятки
- Садиба, 40-ві роки XIX ст.
- Церква Іоана Воїна